# Ethel Sara Turing
Ethel Sara Turing, auch Sara Turing, (* 18. November 1881 in Podanur, Madras als Ethel Sara Stoney; † 6. März 1976 in West Sussex) war eine Britin, die mit über siebzig Jahren ihr erstes Buch schrieb, eine Biografie ihres früh verstorbenen Sohnes, des Kryptoanalytikers Alan Turing, die 1959 erstmals veröffentlicht und 2012 neu aufgelegt wurde. Sie führte ein Leben zwischen Britisch-Indien und Großbritannien.

## Leben und Werk

### Herkunft und frühes Leben
Ethel Sara Stoney wurde als drittes von vier Kindern in Britisch-Indien geboren. Die Stoneys waren eine englisch-irische Familie aus Yorkshire, die im neunzehnten Jahrhundert einige angesehene Physiker und Ingenieure hervorbracht hatte. Ihr Vater, Edward Waller Stoney, war als Chefingenieur der Madras-Eisenbahngesellschaft in Indien stationiert. Ihre Mutter, Sarah (Crawford) Stoney, kam aus einer irischen Familie. Die Eltern entschieden sich, die Betreuung von Ethel und ihren Geschwistern ihrem Onkel mütterlicherseits, William Crawford, in County Clare in Irland zu übergeben. Als Ethel zehn Jahre alt war, zogen die Crawfords nach Dublin, dort besuchte sie das Alexandra College. Mit siebzehn Jahren schrieb sie sich im Cheltenham Ladies College ein, um ihre Ausbildung abzuschließen. Sie war eine entfernte Cousine von Edith und Florence Stoney und gehörte zum Kreis der Besucher der Schwestern in deren Haus in Kensington. Ethel Stoney interessierte sich nicht für Wissenschaft und Ingenieurwesen, wie es in ihrer Familie Tradition war. Sie nahm sechs Monate Unterricht an der Sorbonne in Paris, lernte Französisch und schulte ihr Können als Zeichnerin und Aqualleristin. Dermot Turing berichtet, dass sie ein Porträt ihrer Mutter Sarah malte, in dem sie die Güte einer älteren Frau mit einer Spur von Strenge eingefangen habe. Später in Indien habe sie auch kleine Aquarellskizzen gefertigt. Im Jahr 1900 kehrte Ethel mit ihrer älteren Schwester Evie ins Haus ihrer Eltern nach Coonoor (Indien) zurück, wo sie bis 1907 blieben.

### Ehe
Auf einer Schiffsreise über den Pazifik nach New York lernte sie Julius Mathison Turing kennen, der in Diensten des britisch-indischen Civil Service stand. Ihre Hochzeit fand am 1. Oktober 1907 in Dublin statt. Das Paar kehrte im Januar 1908 zurück nach Indien, wo ihr erster Sohn John Ferrier Turing am 1. September 1908 geboren wurde. Nach einigen Jahren des Reisens rund um Madras erfuhr Ethel 1911, dass sie schwanger war, woraufhin ihr Ehemann einen längeren Urlaub in England plante. Ihr zweiter Sohn, Alan Mathison Turing, wurde am 23. Juni 1912 in London geboren. Julius Turing kehrte nach Indien zurück, Ethel folgte ihm 1913. Die Söhne sollten in Großbritannien aufwachsen und kamen in eine Pflegefamilie in St. Leonards-on-Sea bei Hastings, während die Eltern zwischen Indien und England pendelten. Ethel Turing hielt sich 1915 und 1916 längere Zeit in St. Leonards auf und nahm die beiden Söhne zu sich. Julius Turing wurde 1926 pensioniert; er starb im August 1947 in England. Nach seinem Tod beschloss sie, ihren zweiten Vornamen als Rufnamen zu verwenden und nannte sich Sara Turing.

### Biografie über Alan Turing
Nach dem Tod ihres jüngeren Sohnes Alan Turing im Jahr 1954 entschied sie sich, ein Buch über ihn zu schreiben, mit dem sie 1956 begann. Sie war nicht einverstanden damit, wie er in der Presse und in Nachrufen beschrieben wurde; sie glaubte daran, dass die Arbeit ihres Sohnes zum Wohle der Menschheit gewesen war und sein würde. Das Buch wurde 1959 in nur etwa 300 Exemplaren veröffentlicht. Es sei eine Biografie geworden und trotz der Umstände, die sie dazu inspiriert hatten, „mit einer offensichtlichen emotionalen Distanz“ geschrieben, meinte Andrew Hodges. Sie verneint den vermuteten Suizid ihres Sohnes und behauptet, es sei ein Unfall gewesen, und erwähnt seine Homosexualität nicht, von der sie nach Aussage seines Bruders John Turing nichts gewusst habe. Dem Band lagen einige Separata bei, darunter ein verloren geglaubter Sonderdruck von On Computable Numbers, den Turing 1937 der Universität Münster geschickt hatte, und zwei unfertige/unveröffentlichte Texte, einen über Rechenmaschinen und einen über Morphogenese, ein Thema, für das er sich zuletzt interessiert hatte. Er sei davon angetrieben gewesen, die Natur der menschlichen Intelligenz zu verstehen, schrieb 2019 die amerikanische Wissenschaftsphilosophin Victoria N. Alexander. Seine Mutter „mag nicht unrecht gehabt haben, als sie meinte, ihr Sohn habe bei seinem Tod kurz vor einer „epochalen Entdeckung“ gestanden“. Von seiner bahnbrechenden Kryptoanalyse, mit der es ihm gelang, den Code der Enigma-Maschine zu knacken, die die Deutschen während des Zweiten Weltkriegs benutzten, findet man allerdings nichts in der Biografie, was darauf hindeutet, dass selbst seiner Mutter seine eigentliche Tätigkeit in Bletchley Park, die bis in die 1970er Jahre geheim war, nicht bekannt war. Das Buch wurde 1960 im Mathematikjournal The Journal of Symbolic Logic besprochen und 1961 in The American Mathematical Monthly. Laut Andrew Hodges waren in den 1960er bis in die 1970er Jahre der Nachruf von Max Newman in The Times und Sara Turings Buch die Quellen, auf die sich verschiedene Enzyklopädie-Einträge, Kurzbiografien und populäre Artikel über Alan Turing stützten.
2010 initiierte der Mathematiker S. Barry Cooper, Professor an der University of Leeds, eine Neuauflage. Die Biografie, aus Sicht der Mutter geschrieben, biete einen einzigartigen Einblick in die frühen Jahre von Alan Turing und sei voller anekdotischer Berichte über seine Exzentrizität und Genialität. Die Jubiläumsausgabe des Buchs erschien 2012 zum hundertsten Geburtstag von Turing unter dem Titel Alan M. Turing. Centenary Edition mit einer neuen Einführung von Martin Davis, der es als „bemerkenswerten biografischen Essay“ bezeichnete. Sara Turing habe sorgfältig seine Schulzeugnisse, Kopien seiner Publikationen und Kommentare von Experten zu seinen Leistungen zusammengestellt. Das gut und fesselnd geschriebene Buch erzähle mehr als die Geschichte aus dem Leben eines Mannes; es untersuche auch die Ursprünge der modernen Computerwissenschaft, befand die Rezensentin des amerikanischen Journals The Mathematics Teacher. Der belgische Mathematiker Adhemar Bultheel, Professor emeritus an der Universität Leuven, schrieb über das Buch: Abgesehen von ihren eigenen Erinnerungen habe Sara Turing „auch aus Briefen von Alan und von anderen Menschen, die Alan in seiner Kindheit oder in einem späteren Stadium seines Lebens gekannt haben“, geschöpft. Man erfahre nicht viele neue Details über seine wissenschaftliche Arbeit. Das Buch sei eine Hommage einer liebevollen Mutter an ihren zu früh verstorbenen Sohn. In der wissenschaftlichen Zeitschrift  Choice wurde die Neuauflage als „wegweisende Biografie“ beurteilt.
Die neue Ausgabe wurde ins Chinesische, Französische, Spanische und Italienische übersetzt. Die letzte spanische Ausgabe erschien unter dem Titel Alan M. Turing. Más que un enigma 2018, die letzte italienische 2019 im Verlag Feltrinelli mit dem Titel Alan Turing. Un ritratto privato.

## Veröffentlichungen
- Alan M. Turing. W. Heffer & Sons, Ltd., Cambridge 1959
  - Alan M. Turing. Centenary Edition. Mit einem Vorwort von Martin Davis und einem Nachwort von John Turing. Oxford University Press, Oxford 2012, ISBN 978-1-107-02058-0.

## Adaption in Theater und Film
Sara Turing als Mutter ist eine Rolle in dem Theaterstück von Hugh Whitemore aus dem Jahr 1986 mit dem Titel Breaking the Code. Es diente 1996 als Vorlage für ein Biopic in der Regie von Herbert Wise, das im Fernsehen gesendet wurde, in Deutschland unter dem Titel Der codierte Mann. Sara Turing wurde dabei von Prunella Scales gespielt.